# Thielavia wareingii
Thielavia wareingii är en svampart som beskrevs av Seth 1974. Thielavia wareingii ingår i släktet Thielavia och familjen Chaetomiaceae.   Inga underarter finns listade i Catalogue of Life.